# آنتورپ (نیویورک)
آنتورپ (به انگلیسی: Antwerp) یک منطقهٔ مسکونی در ایالات متحده آمریکا است که در نیویورک واقع شده‌است. آنتورپ ۲۸۱٫۱۶ کیلومتر مربع مساحت و ۱٬۸۴۶ نفر جمعیت دارد.